# Inter State Paving
Inter State Paving est une ancienne entreprise canadienne de travaux publics, fondée par Pietro Rizzuto, homme politique canadien (1934-1997), et ses frères. Elle est devenue Corival en 1975. Cette compagnie a cessé ses activités dans les années 1990 et n'a plus d'existence légale depuis le 1er septembre 2006.
Inter State Paving a participé en 1970 en tant qu'entrepreneur général à la construction du viaduc de la Concorde sur l'Autoroute 19 de Laval (Québec), qui s'est écroulé le 30 septembre 2006, faisant cinq morts. L'ingénieur en chef de l'entreprise, Guillaume de Paoli, et son adjoint à l'époque, l'ingénieur Bertrand Lampron, ont tous deux témoigné au cours des audiences de la Commission d'enquête sur le viaduc de la Concorde.
Les causes de cet effondrement sont multiples. Dans son rapport, la Commission d'enquête sur le sujet déclare qu'elle « est d’avis que l’effondrement du viaduc de la Concorde ne peut être attribué à une seule entité ou à une seule personne. Aucun des défauts ou des manquements identifiés n’aurait pu, seul, causer cet effondrement, qui résulte d’un enchaînement séquentiel de causes. »
Le rapport ajoute que « la Commission a démontré clairement le rôle désolant joué par des entreprises et par certaines personnes ayant participé à la construction et à la surveillance des travaux de construction du viaduc de la Concorde, il y a près de 40 ans. Ayant entendu la preuve et pris connaissance des documents déposés, les commissaires ont conclu que les entreprises Desjardins, Sauriol & Associés, Inter State Paving inc. et Acier d’armature de Montréal (1968) ltée doivent être blâmées, ainsi que leurs dirigeants responsables du chantier. »